# Brechmorhoga nubecula
Brechmorhoga nubecula is een libellensoort uit de familie van de korenbouten (Libellulidae), onderorde echte libellen (Anisoptera).
De wetenschappelijke naam Brechmorhoga nubecula is voor het eerst geldig gepubliceerd in 1842 door Rambur.